# Im Kreis (Erzählung)
Im Kreis (Originaltitel By his Bootstraps) ist eine Erzählung des US-amerikanischen Science-Fiction-Autors Robert A. Heinlein aus dem Jahre 1941, die 1962 von Peter Naujack ins Deutsche übersetzt wurde. Daneben gibt es weitere Übersetzungen in anderen Sprachen.
Die Geschichte ist eine der ersten, die sich mit der Zeitreise und deren Paradoxien befasst.

## Handlung
Der angeheiterte Student Bob Wilson quält sich mit seiner Abschlussarbeit in seinem Appartement, als in seinem Zimmer ein Mann erscheint, der ihm anbietet, durch eine Apparatur – eine Art „Zeitspiegel“ – mit ihm in eine verheißungsvolle Zukunft zu gehen. Zu dem verwirrten Protagonisten gesellt sich ein dritter Mann, der wiederum das Angebot des zweiten verhindern will, denn es drohe ihm, Bob Wilson, sonst großes Ungemach. In einem Handgemenge der drei fällt der angetrunkene Wilson durch den Zeitspiegel und landet rund 30.000 Jahre später in einer fernen Zukunft in einem nahezu leer stehenden, seinerzeit von Außerirdischen erbauten Palast. Ein alter Mann, der sich als „Diktor“ bezeichnet, begrüßt ihn, zeigt ihm die Anlage und verspricht ihm eine große Zukunft, aber vorher müsse er einige dringend benötigte Gegenstände aus der Vergangenheit, Wilsons Gegenwart, besorgen. Zurück durch den Spiegel begegnet Wilson seinem ursprünglichen Ich, das am Schreibtisch über seiner Examensarbeit brütet. Er, der zweite Wilson, wird von dem Dritten bewusstlos geschlagen und nachdem er aufwacht, sind der erste und dritte Wilson verschwunden. Nach der Rückkehr in die Zukunft kommt er zu dem Schluss, dass er unheilbar in dunkle Machenschaften verstrickt wird, kehrt erneut in seine Gegenwart zurück, um diesen Kreis zu durchbrechen. Allerdings ist der Kampf, den er nun aus der dritten Perspektive mitmacht, bereits zu Ungunsten des ersten Wilsons entschieden. Der zurück gebliebene dritte Wilson nutzt nun die Gelegenheit, die gewünschten Gegenstände zu besorgen und kehrt in die Zukunft zurück, jedoch – um Diktor zu überraschen – einige Jahre vor dem ersten Gespräch mit diesem. Er entdeckt ein Wörterbuch, das die zukünftige Sprache in seine aktuelle übersetzt und übernimmt mit dessen Hilfe, der Musik des mitgebrachten Plattenspielers und der Literatur die Herrschaft rund um den leer stehenden Palast. Schließlich entdeckt der älter werdende Wilson, dass der selbst immer mehr der Person ähnelt, die sich seinerzeit als Diktor bezeichnete. Er stellt fest, dass es stets er selber war, dem er begegnet ist und sorgt nun dafür, dass der Zeitspiegel in Wilsons Gegenwart die Erlebnisse einleitet.

## Ausgaben
- 1962 im Sammelband „Roboter“, Hrsrg. Peter Naujack, Diogenes-Verlag, Zürich
- 1960er-1970er Jahre zahlreiche unveränderte Neuauflagen unter dem Titel „Die besten Science-Fiction-Geschichten“, seit 1983 mit dem Zusatz „des Golden Age“, ISBN 978-3-257-00905-7, zuletzt 1990, ISBN 978-3-257-21048-4
- 1982 in „Science Fiction Anthologie Band 3: Die Vierziger Jahre I“, Hrsg. Hans Joachim Alpers und Werner Fuchs, S. 153 bis 226, Hohenheim-Verlag, Köln, ISBN 3-8147-0027-9
- 1977 Hörspielfassung des RIAS Berlin, Regie Manfred Marchfelder

Die Erzählung ist (im Rahmen der Sammelbände) derzeit nur antiquarisch zu erwerben. Ein E-Book ist derzeit nicht auf dem Markt (Ende 2022).

## Hörspiel
- Info zum Hörspiel